# Joice Heth
Joice Heth (? - 19 de febrero de 1836) fue una esclava afroamericana exhibida por un joven P. T. Barnum bajo la falsa reclamación de tener 161 años y ser la niñera o "mammy" de George Washington.

## Biografía
Poco se sabe de la vida anterior de Heth. En 1835, pertenecía a John S. Bowling, que la exhibía en Louisville, Kentucky. En junio de 1835, la vendió a los promotores R.W. Lindsay y Coley Bartram. Lindsay decidió mostrarla asegurando que era la niñera de George Washington, pero, como no tuvo éxito, vendió la anciana a P. T. Barnum. El joven empresario continuó el engaño pero tenía avanzadas ideas sobre la publicidad, por lo que colgó numerosos carteles que anunciaban su espectáculo con la siguiente presentación: "¡Joice Heth es indudablemente la curiosidad más asombrosa e interesante en el Mundo! Es la esclava  de Augustine Washington, (el padre del Gen. Washington) y la primera persona que puso la ropa al inconsciente niño, quien, en los días futuros, dirigió a nuestros heroicos padres hacia la gloria, la victoria, y la libertad. Utilizando su propio lenguaje cuando hablamos del ilustre Padre de este País, ella 'le levantó'. Joice Heth nació en 1674, y, consiguientemente, ahora ha llegado a la asombrosa edad de 161 años".

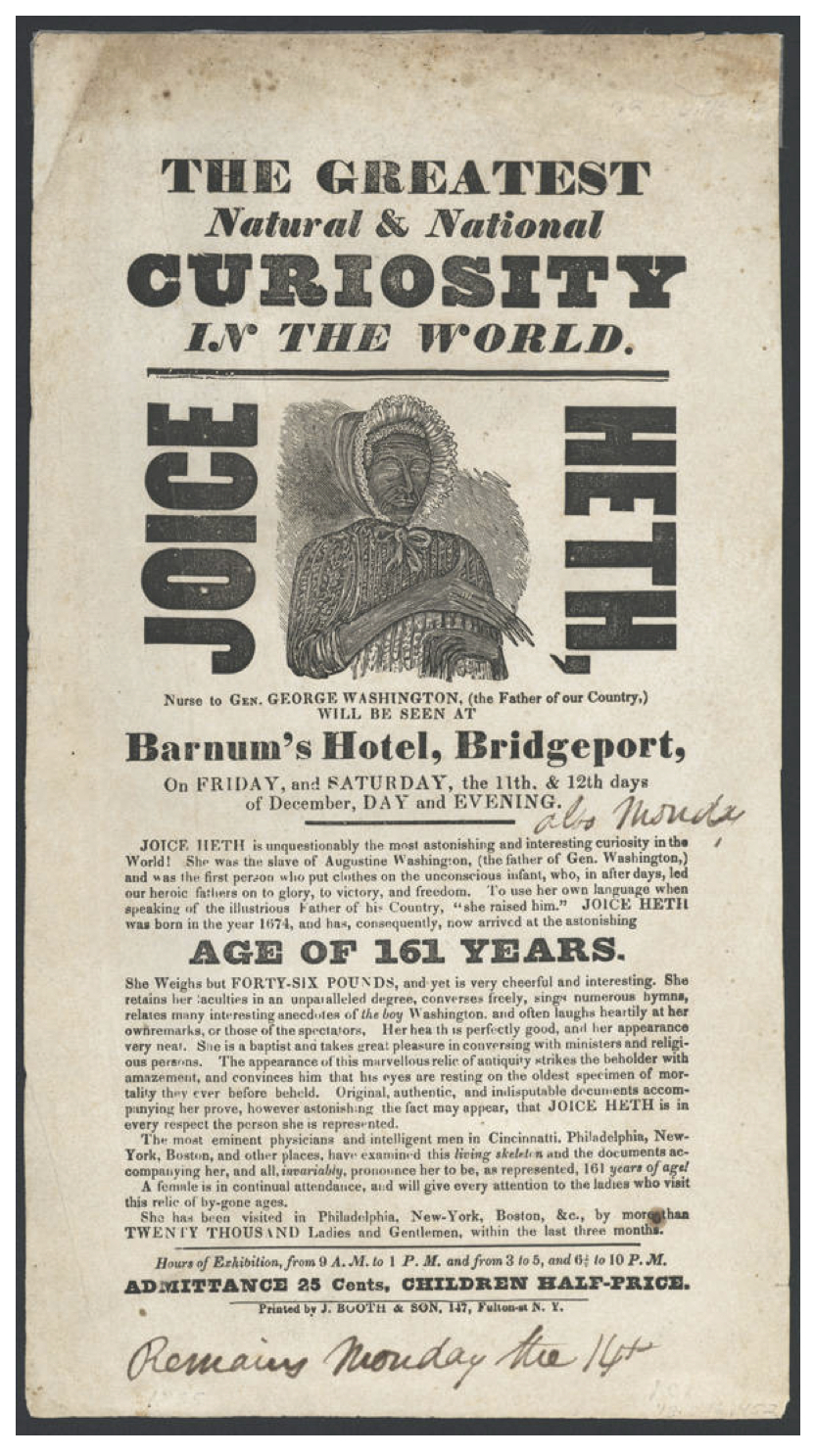
El cartel que anunciaba a Joice Heth

Joice era una anciana arrugada, ciega y casi completamente paralizada (solo podía hablar, y tenía alguna capacidad de mover el brazo derecho) cuando Barnum empezó a exhibirla el 10 de agosto de 1835, en el Niblo's Gardens de Nueva York. Viajó después durante siete meses con Barnum, contando a la audiencia historias sobre el "pequeño George" y cantando el himno nacional. Eric Lott reclama que Heth hizo ganar al empresario $1.500 en la primera semana, una cifra astronómica para la época, iniciando la carrera como showman de Barnum. El caso fue extensamente tratado en la prensa. Cuando se expresaron dudas sobre su verdadera edad Barnum anunció que a su muerte se le realizaría una autopsia pública. Murió medio año después. Barnum declaró que los restos de Joice fueron "enterrados respetablemente" en Bethel, Connecticut, la ciudad natal del promotor.

## Autopsia pública
Joice Heth murió en Nueva York el 19 de febrero de 1836, alrededor de los 79 u 80 años. Para gratificar el interés público, Barnum ofreció la prometida autopsia pública. El empresario contrató el servicio de un cirujano, Dr. David L. Rogers, quien realizó la autopsia el 25 de febrero de 1836, delante de mil quinientos espectadores, con Barnum cobrando cincuenta centavos por cada admisión. Cuando Rogers no pudo menos que reclamar que aquel supuesto prodigio de longevidad no tenía en realidad más de 80 años, Barnum insistió en que el cuerpo autopsiado era el de otra persona, y que Heth seguía viva, en una gira por Europa. Años más tarde, Barnum admitió el bulo.